# 巴扎尔甘
巴扎尔甘（波斯語：‎，羅馬化：Bazargan）是伊朗的城市，位於該國西北部馬庫以南，由西阿塞拜疆省負責管轄，海拔高度1,300米，2006年人口9，047，居民主要是阿塞拜疆人，大部分居民信奉伊斯蘭教。